# یاندا
یاندا (به لاتین: Jäneda) یک منطقهٔ مسکونی در استونی است که در دهستان تاپا واقع شده‌است.

## نگارخانه

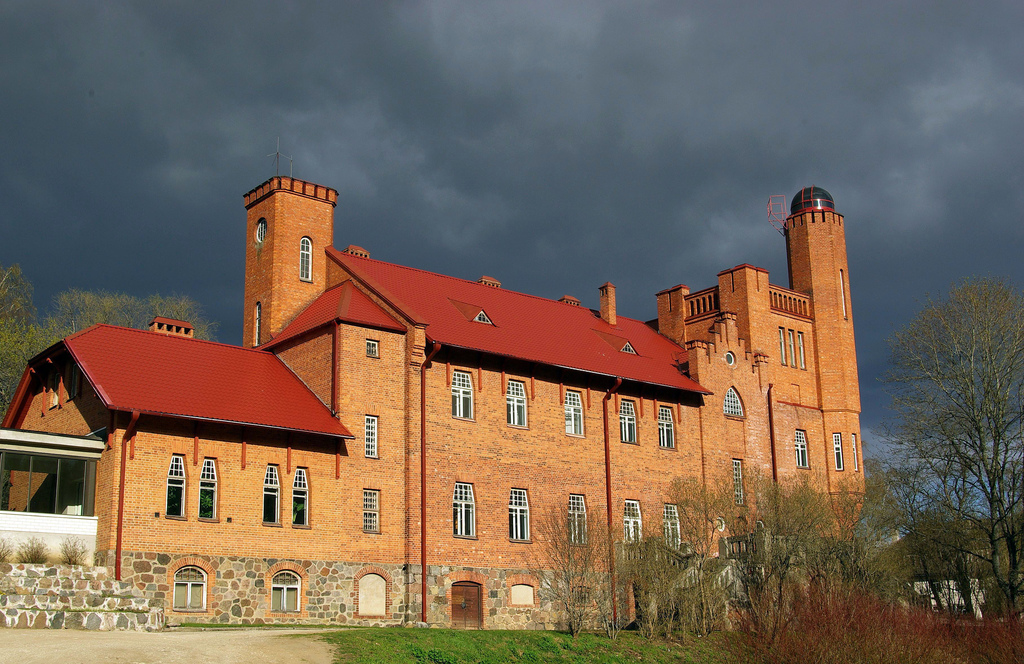
Jäneda Manor
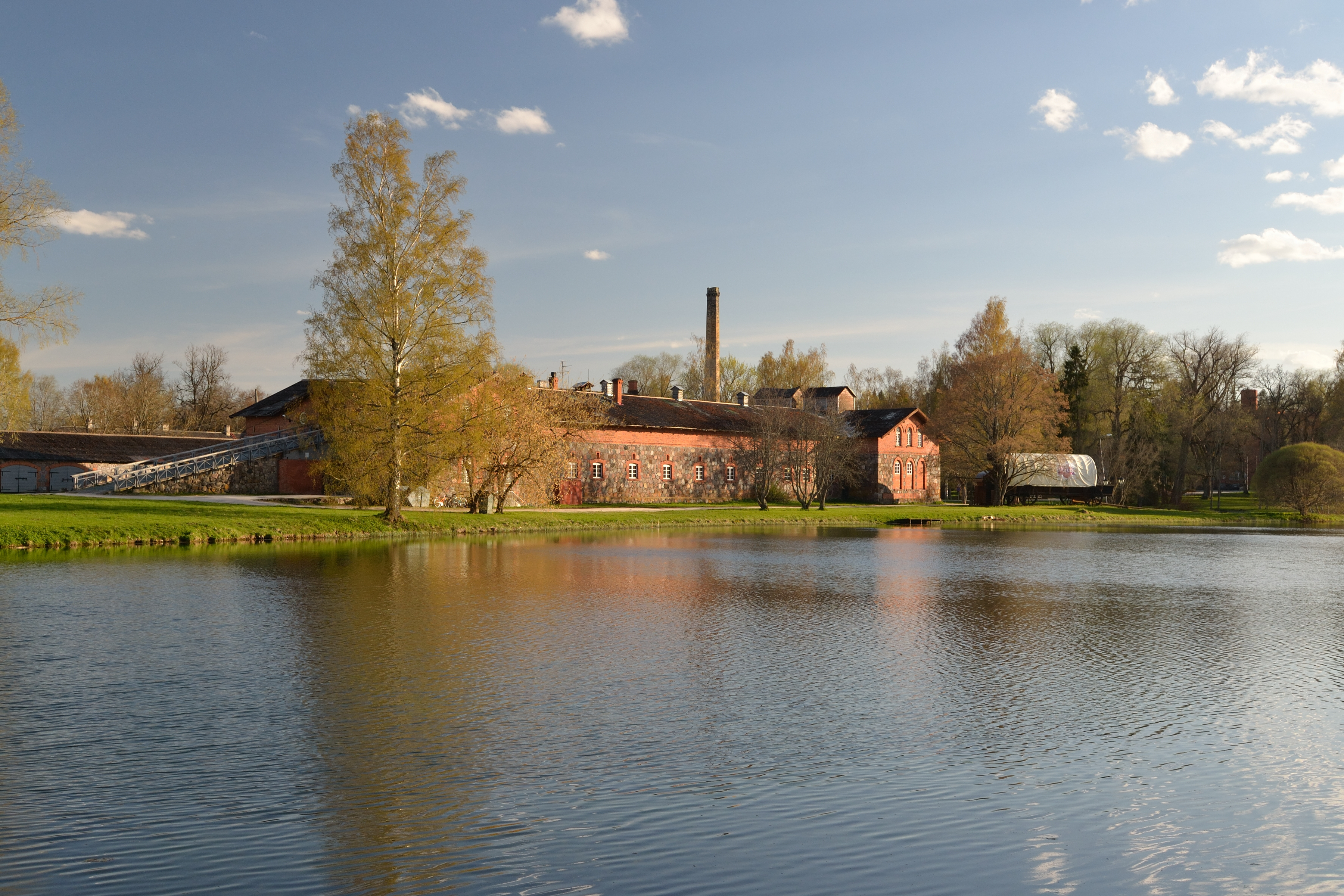
Jäneda spring lake and manor stable
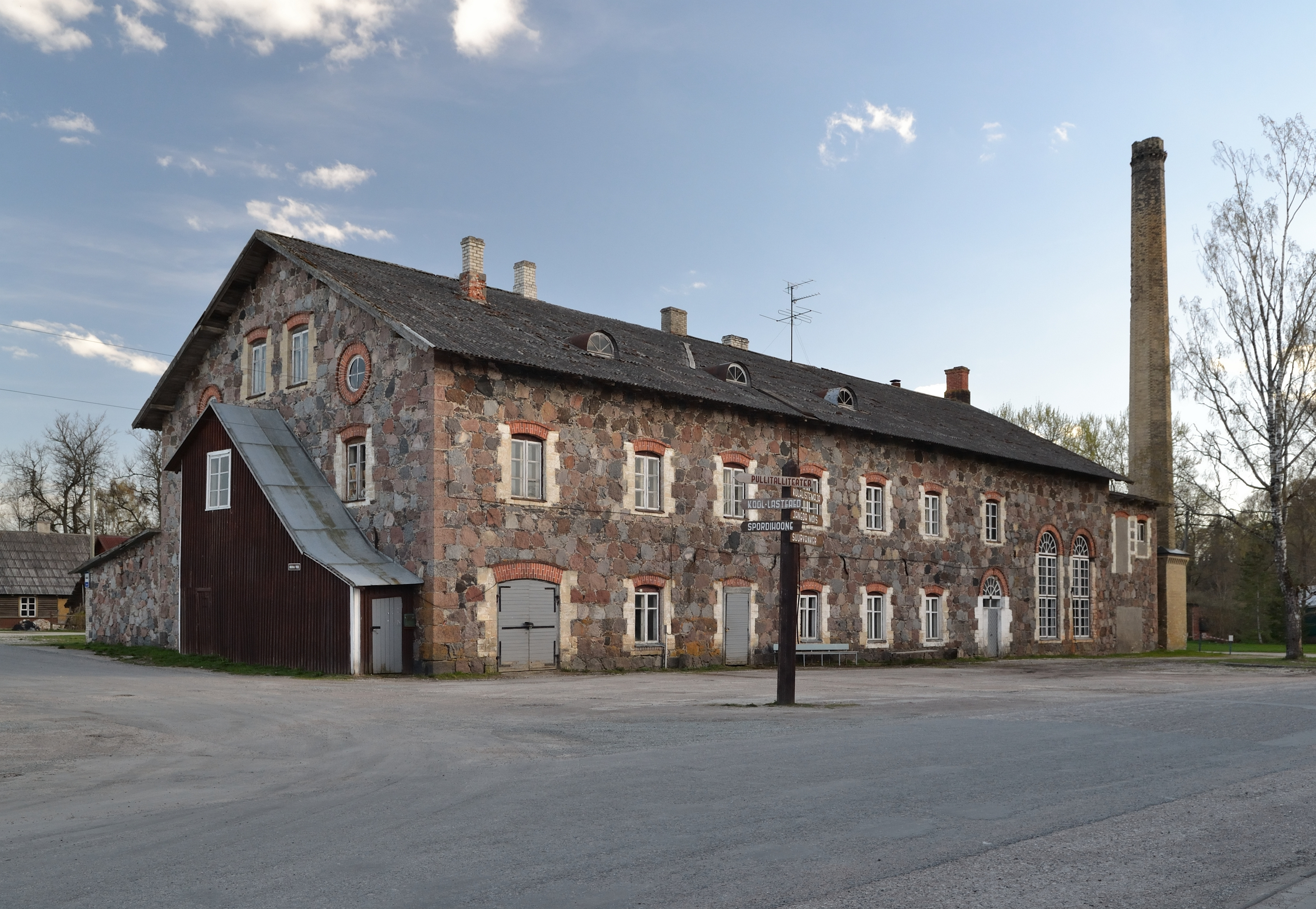
Jäneda manor distillery
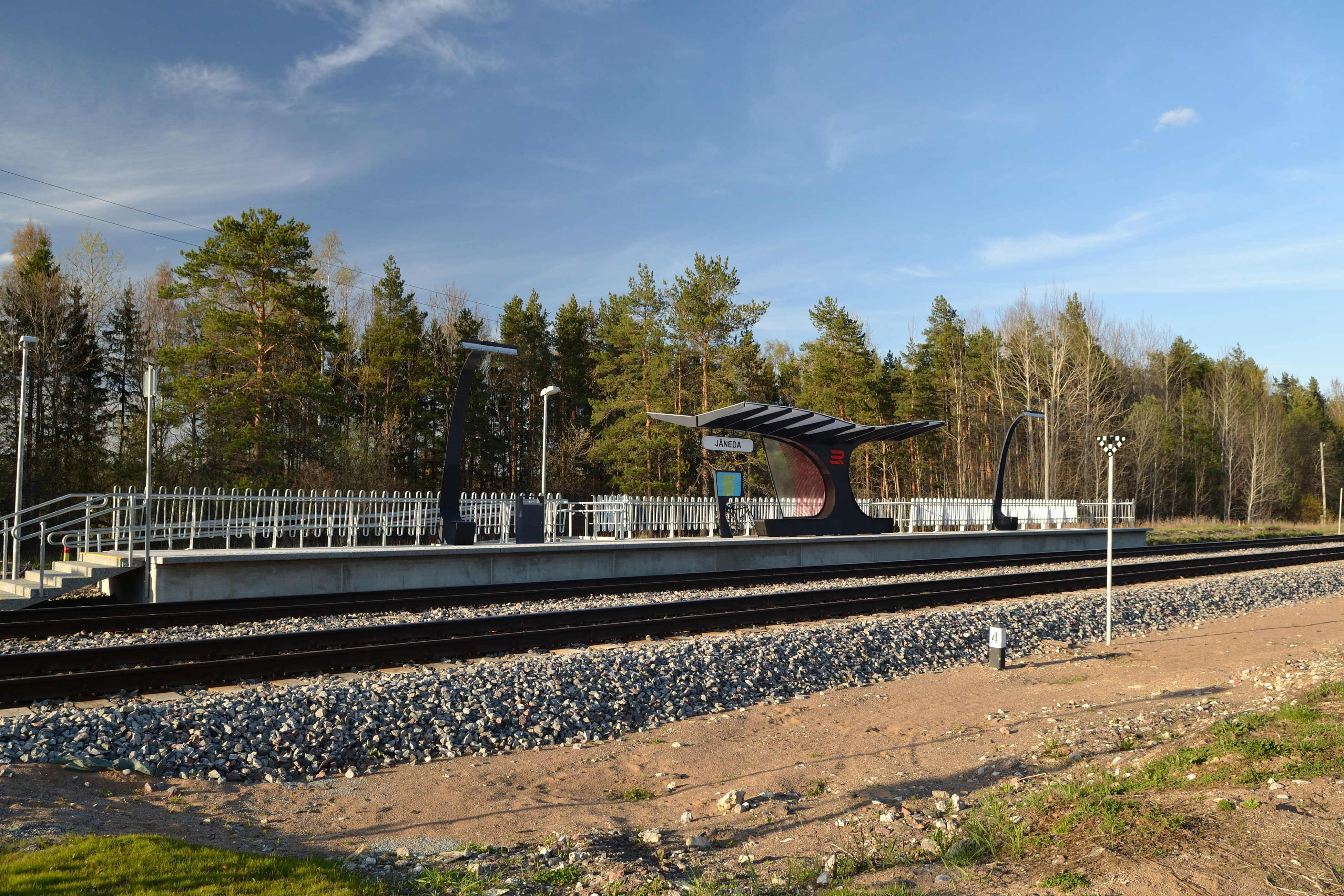
Jäneda railway station
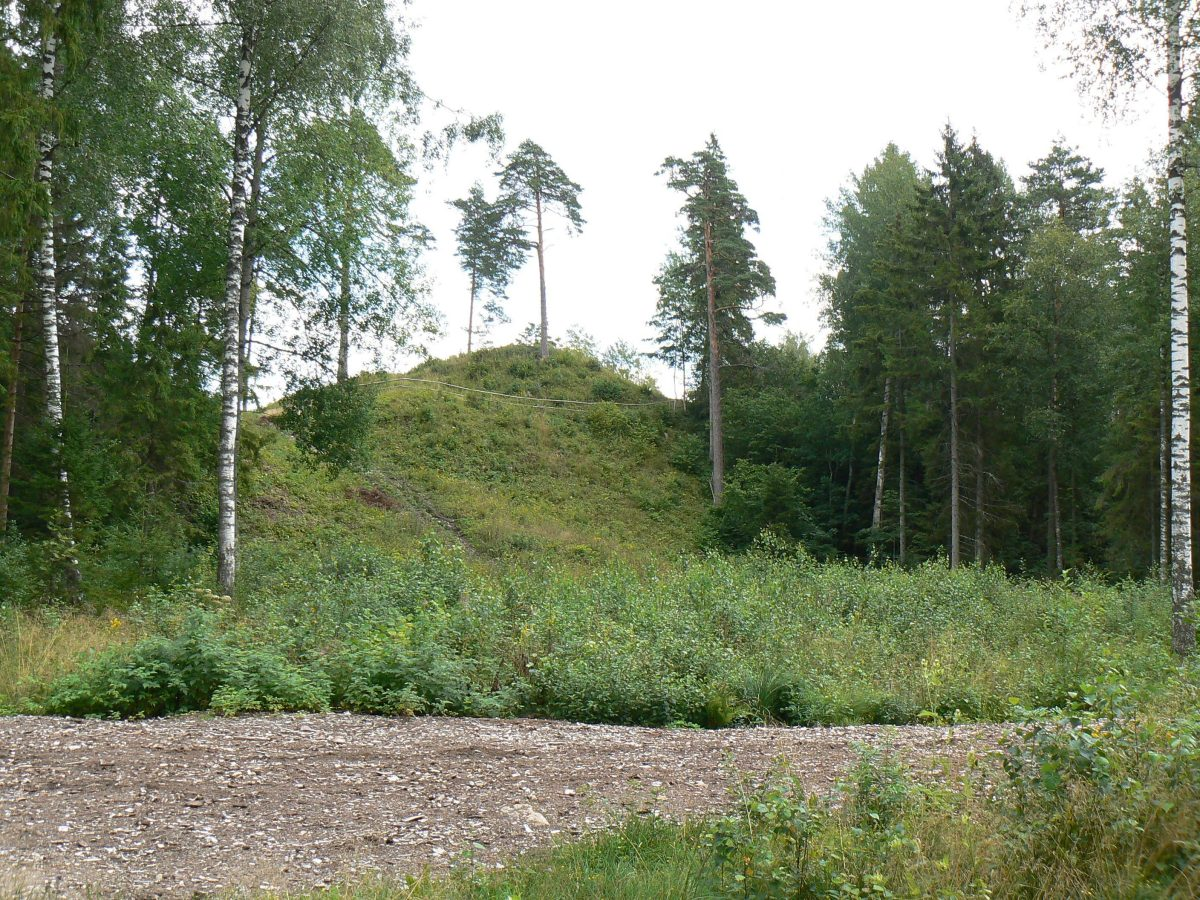
Jäneda hill fort